# Хавиер Паскуал
Хавиер Паскуал (на испански: Javier Pascual) е испански телевизионен продуцент и писател, автор на произведения в жанра приключенска научна фантастика.

## Биография и творчество
Хавиер Паскуал е роден на 10 декември 1975 г. в Мадрид, Испания. Завършва специалност „Сценаристика“ във филмовата и аудиовизуална школа ECAM. Работи в художествените отдели на телевизиите „Antena 3“ и TVE. Като сценарист работи с продуцентски компании „Morena Films“, „Mediapro“ и „Canal Plus“.
През 2013 г. реализира първия си самостоятелен пълнометражен сценарий за филма „Вирус“, за който е и изпълнителен продуцент. В периода 2016 – 2017 г. е сценарист във втория сезон на фантастичния приключенски сериал „Министерство на времето“.
По част от сериала е първият му роман „Министерството на времето“ публикуван през 2016 г. в съавторство с Анаис Шааф. В епохата на Католическите крале евреин издава тайната на „порталите на времето“ и оттогава в Испания съществува тайна организация, която се занимава със „защита на времето“. Тя е подчинена на правителството, а в нея работят най-обикновени чиновници дошли от различни векове. Романът е смесица от исторически факти, алтернативна история и приключения в различни епохи и с участието на известни исторически личности. Книгата развива сериала в три нови мисии на героите в три различни епохи.

## Произведения

### Серия „Министерството на времето“ (El Ministerio del Tiempo)
1. El tiempo es el que es (2016) – с Анаис Шааф
Министерство на времето [времето е това, което е], изд.: „Смарт букс“, София (2017), прев. Любка Славова

### Екранизации
- 2000 El pan de cada día – късометражен, помощник продуцент
- 2001 Sarah (Mirándote) – късометражен, помощник продуцент
- 2002 Casa Fouce – късометражен, автор и помощник продуцент
- 2002 5 – късометражен
- 2005 El examinador – късометражен
- 2006 – 2007 Manolo & Benito Corporeision – ТВ сериал, продуцент 12 епизода
- 2007 Cafetería Manhattan – ТВ сериал, продуцент
- 2007 Círculo rojo – ТВ сериал, продуцент 12 епизода
- 2007 – 2008 El síndrome de Ulises – ТВ сериал, продуцент 21 епизода
- 2008 Física o química – ТВ сериал, продуцент 11 епизода
- 2013 Viral – автор и изпълнителен продуцент
- 2016 Olmos y Robles – ТВ сериал, 2 епизода
- 2017 La princesa Paca (TV Movie)
- 2017 Despido procedente – по разказа „El acosador“
- 2017 Si fueras tú – ТВ минисериал, 8 епизода
- 2016 – 2017 El ministerio del tiempo – ТВ сериал, 13 епизода, продуцент